# High Kick Through The Roof
High Kick Through The Roof (hangul: 지붕 뚫고 하이킥; RR: Jibungttulgo Haikik, también es conocida como High Kick 2), es una serie de televisión surcoreana transmitida del 7 de septiembre del 2009 hasta el 19 de marzo del 2010, a través de MBC.
La serie es la secuela de la exitosa serie High Kick!, transmitida del 2006 hasta el 2007.

## Historia
La serie continúa girando en torno a la vida de la familia Lee.
Shin Se-kyung de 22 años y Shin Shin-ae de 9 años, son dos hermanas que deciden mudarse de su remota aldea rural en las montañas de Taebaek después de que las personas a quienes su padre les debía lo encontraran y este agobiado por las deudas las abandonara dejándolas a su suerte, por lo que deciden viajar a Seúl, sin embargo debido a que ambas vivieron la mayor parte de sus vidas en la montaña, todo en la ciudad es nuevo para ellas, en especial para la pequeña Shin-ae.
Ambas comienzan a trabajar como empleadas domésticas en la casa de la familia Lee; el patriarca de la familia Lee Soon-jae de 72 años, es el dueño y presidente de una pequeña compañía de alimentos llamada "Lee Soon-jae F&B (Food & Beverage)", junto a él viven su hija Lee Hyun-kyung (una maestra de educación física), su hijo Lee Ji-hoon (un médico interno), su yerno Jeong Bo-seok (el vicepresidente de la compañía de alimentos) y sus dos nietos: el rebelde Jeong Jun-hyeok y la malcriada Jeong Hae-ri. 
A ellos se les une Kim Ja-ok (la subdirectora de la escuela secundaria y el nuevo interés romántico de Soon-jae) quien abre una pensión, donde entre sus inquilinos se encuentran Hwang Jung-eum (quien trabaja como tutora privada de inglés) y Julien (un profesor de inglés).

## Reparto

### Personajes principales[4]
| Actor                                 | Personaje       | N.º de episodios | Notas |
| ------------------------------------- | --------------- | ---------------- | --- |
| Lee Soon-jae                          | Lee Soon-jae    | 126              | Es el presidente de la compañía de alimentos "Lee Soon-jae F&B (Food & Beverage)" y el patriarca de la familia Lee. Su primera esposa, la madre de Lee Hyun-kyung y Lee Ji-hoon, murió años atrás de un susto después de malinterpretar la relación de Soon-jae con una secretaria. Más tarde comienza a salir con Kim Ja-ok, con quien luego se casa, sin embargo su familia no la acepta. No acepta a su yerno Jeong Bo-seok, ya que lo considera un incompetente y ve a Julien como un rival. Su característica principal es la de echarse pedos explosivos. |
| Oh Hyun-kyung                         | Lee Hyun-kyung  | 126              | Es la hija de Lee Soon-jae, hermana mayor de Lee Ji-hoon, esposa de Jeong Bo-seok y madre de Jeong Jun-hyeok y Jeong Hae-ri. Es una excampeona de taekwondo y una mujer con una fuerte voluntad que maneja con disciplina su hogar y nunca se toma los problemas personalmente. Trabaja como maestra de educación física en la escuela de su hijo y tiene una relación conflictiva con Kim Ja-ok, la novia de su padre, quien también es la subdirectora de la escuela. Aunque es una mujer ahorrativa, es generosa con las personas cuando la situación lo amerita, más tarde descubre que está embarazada. |
| Choi Daniel                           | Lee Ji-hoon     | 126              | Es el hijo de Lee Soon-jae y el hermano menor de Lee Hyun-kyung. Aunque la gente cree que es un hombre de corazón frío que sólo está preocupado por asuntos laborales como para prestarle atención a quienes lo rodean, en realidad es una persona cálida, encantadora, intelectualmente talentosa y divertida con un gran corazón. Se graduó de la Universidad Nacional de Seúl y actualmente trabaja como residente de cirugía de tercer año en el Hospital Chorok. Debido a una serie de circunstancias conoce y se enamora y comienza a salir con Hwang Jung-eum, la tutora de su sobrino Jeong Jun-hyeok, más aunque terminan su relación, ambos siguen amándose y Ji-hoon intenta regresar con ella. Cuando descubre que Shin Se-kyung está enamorado de él, la rechaza ya que no siente lo mismo. Al final se insinúa que Ji-hoon muere en un accidente automovilístico mientras llevaba a Se-kyung al aeropuerto.                                                                           |
| Yoon Shi-yoon                         | Jeong Jun-hyeok | 126              | Es el hijo de Lee Hyun-kyung y Jeong Bo-seok, y el hermano mayor de Jeong Hae-ri. A pesar de ser un joven duro, flojo en sus estudios y a quien le gusta pelear en la escuela, tiene un corazón suave y se preocupa por los demás. Aunque al inicio es grosero con su nueva tutora Hwang Jung-eum, finalmente la acepta y comienza a apreciarla. Su mejor amigo es Kang Se-ho. Cuando conoce a Shin Se-kyung se enamora de ella, pero ella está enamorada de su tío, Lee Ji-hoon, por lo que constantemente intenta impresionarla. |
| Jin Ji-hee Park Shin-hye Shin Soo-yun | Jeong Hae-ri    | -                | Es la hija de Lee Hyun-kyung y Jeong Bo-seok, y la hermana menor de Jeong Jun-hyeok. Es una joven malcriada, egoísta y grosera con aquellos que no le caen bien, que tiende a hablarle a los adultos de forma casual y muestra poco interés por hacer algo, aparte de heredar las riquezas de su abuelo. 15 años después se revela que está casada con Kang Se-ho. |
| Kim Ja-ok                             | Kim Ja-ok       | -                | Es la novia de Lee Soon-jae y más tarde esposa. Es la subdirectora de la escuela donde asiste Jeong Jun-hyeok, ahí es conocida como la "subdirectora pervertida", ya que tiende a torcer los pezones de los estudiantes varones como una forma de castigo. A pesar de ser ya una mujer de edad avanzada se ve a sí misma como joven, femenina y delicada, mientras que sus gustos personales y comportamiento son los de una niña pequeña. Es una casera firme y tiende a ser muy dominante con Hyun-kyung. |
| Jeong Bo-seok                         | Jeong Bo-seok   | -                | Es el esposo de Lee Hyun-kyung y el padre de Jeong Jun-hyeok y Jeong Hae-ri. Es el torpe vicepresidente de "Lee Soon-jae F&B (Food & Beverage)" y el responsable de muchos de los problemas de la compañía. A pesar de que menudo es ignorado cuando se tratan los asuntos del hogar debido a su bajo coeficiente intelectual y falta de sentido común, es un hombre con buenas intenciones y su hija lo adora. Desafortunadamente su falta de inteligencia no le gana el respeto dentro de la familia, en especial el de su suegro y su esposa, y a menudo es culpado por los errores de su suegro. Las mujeres adultas japonesas lo encuentran irresistible mientras que las personas que no son huéspedes del hogar lo encuentran encantador. Es muy bueno en el futvóley y durante un campeonato entre empresas, logró llevar a su equipo a la victoria. |
| Hwang Jung-eum                        | Hwang Jung-eum  | -                | Asiste a la Universidad de Seoun, una escuela de bajo nivel a las afueras de Seúl, debido a un error de Lee Hyun-kyung, quien cree que asiste a la Universidad Nacional de Seúl (la mejor universidad pública de Seúl), la contrata como la maestra de inglés de Jeong Jun-hyeok, Jung-eum por desesperación decide aceptar el trabajo y esconde en donde estudia, poco después se convierte en una de las huéspedes de Kim Ja-ok. A pesar de ser una joven obsesionada con la moda, lo que ocasiona que a veces sea irresponsable, tiene una personalidad fuerte que la impulsa a realizar cosas que parecen imposibles. Cuando descubre que Kang Se-ho está enamorado de ella, lo rechaza; al inicio no le cae bien Lee Ji-hoon debido a su personalidad fría y arrogante, sin embargo poco a poco comienza a enamorarse de él y finalmente inician una relación, sin embargo lo obliga a romper con ella ya debido a sus dificultades financieras. Finalmente logra encontrar un empleo estable. |
| Lee Gi-kwang                          | Kang Se-ho      | -                | Es el mejor amigo y confidente de Jeong Jun-hyeok, a quien anima para que revele sus sentimientos por Shin Se-kyung. Académicamente Se-ho es un joven dotado, con buen estado físico e inteligente. Aunque al inicio cuando conoce a Hwang Jung-eum, rápidamente se enamora de ella y se convierte en su admirador, luego se revela que años más tarde se casa con Jeong Hae-ri. |
| Shin Se-kyung                         | Shin Se-kyung   | -                | Es la reservada hermana mayor de Shin Shin-ae, cuando conoce a la familia Lee, comienza a trabajar para ellos como la encargada de la limpieza de la casa. Se-kyung es una joven diligente, sencilla, guapa e inteligente, pero que carece de aspiraciones, que anhela con asistir a la escuela como los demás. Sabe que Jeong Jun-hyeok está enamorado de ella, y aunque le gusta ella ama a Lee Ji-hoon. Eventualmente decide renunciar a su trabajo y mudarse con su familia a Tahití, sin embargo mientras se dirige al aeropuerto con Ji-hoon quien se había ofrecido a llevarla mueren en un accidente de tráfico. Finalmente se revela que antes del accidente Se-kyung finalmente había reunido el coraje para confesarle a Ji-hoon sus sentimientos. |
| Seo Shin-ae                           | Shin Shin-ae    | -                | Es la hermana menor de Shin Se-kyung, con quien tiene una relación muy unida. Es una joven encantadora, tierna, con mucha energía y con buenas calificaciones, que se gana a todos a los que conoce con excepción de Jeong Hae-ri, quien aunque al inicio no acepta a Shin-ae, finalmente comienza a caerle bien. |

### Personajes recurrentes
| Actor           | Personaje      | N.º de episodios | Notas |
| --------------- | -------------- | ---------------- | --- |
| Julien Kang     | Julien         | -                | Es un joven estadounidense que vive en la casa tradicional coreana de Kim Ja-ok. Es un hombre muy atractivo debido a su estatura, apariencia de modelo y físico tonificado, a quien le encanta ejercitarse y habla con fluidez coreano, francés e inglés-americano. Cuando conoce a las hermanas Shin, pronto se hace muy buen amigo de ellas y las ayuda a encontrar un trabajo en Seúl. Poco después se convierte en maestro de inglés en la escuela de Kim Ja-ok y Lee Hyun-kyung. Al inicio se muestra interesado por Shin Se-kyung. |
| Yoo In-na       | Yoo In-na      | -                | Es la despreocupada amiga de Hwang Jung-eum y Julien, y la novia de Kwang-soo, quien desea tener un grupo musical famoso con él. |
| Lee Kwang-soo   | Lee Kwang-soo  | -                | Es el amable novio de Yoo In-na a quien siempre apoya a pesar de que ella encuentra el éxito y la fama sin él. También es el huésped menos favorito de Kim Ja-ok, ya que no le gusta su apariencia. |
| Jung Seok-yeong | Shin Dal-ho    | -                | Es el padre de Shin Se-kyung y Shin Shin-ae, quien luego de ser encontrado por los usureros a los que les debe, desaparece. |
| Lee Bong-won    | Bong           | 31, 48           | Es el director de "Lee Soon-jae F&B", una persona que puede hacer trabajos de traducción al japonés y que ha enviado a su hija estudiar violín a los Estados Unidos. |
| Song Ju-yeon    | Song Ju-yeon   | -                | Es la maestra de Jeong Hae-ri y Shin Shin-ae. |
| Hong Sun-chang  | Hong Sun-chang | -                | Es el director de la escuela secundaria donde asiste Jeong Jun-hyeok y el rival de Lee Soon-jae por la atención de Ja-ok. |
| Baek Seung-hee  | Baek Seung-hee | -                | Es la secretaria de Lee Soon-jae, quien constantemente se encuentra con los explosivos y malolientes ataques de gas de Soon-jae. |
| Im Chae-hong    | Im Chae-hong   | -                | Es el chofer oficial de "Lee Soon-jae F&B". |
| Yoo Hae-jung    | -              | -                | |
| Kim Gwang-in    | Kim Jung-ho    | -                | Es el director del hospital. |

### Otros personajes
| Actor           | Personaje       | Episodio donde apareció | Notas |
| --------------- | --------------- | ----------------------- | --- |
| Arnold Michael  | -               | 2                       | |
| Lee Seo-hyun    | Yoon Seo-hyun   | -                       | Es un instructor de educación física. |
| Choi Jae-won    | Choi Jae-won    | 9                       | Fue el tutor de inglés de Jeong Jun-hyeok, quien es despedido por no lograr elevar las bajas calificaciones de Jun-hyeok. |
| Lee Hyun-jae    | -               | 13                      | Es un amigo de Julien. |
| Maeng Bong-hak  | -               | 13                      | Es el maestro de Jeong Bo-seok. |
| Lee Hong-ryul   | Lee Hong-ryul   | 13                      | Es un doctor. |
| Jung Eun-pyo    | -               | 17                      | Es un amigo de Jeong Bo-seok. |
| Lee Je-kwan     | -               | -                       | |
| -               | Doctor Min      | -                       | Es un colega de Lee Ji-hoon. |
| -               | Doctor An       | -                       | Es un colega de Lee Ji-hoon. |
| Kwak Jeong-wook | Kwak Jeong-wook | -                       | Es un estudiante de la escuela donde asiste Jeong Jun-hyeok. |
| Song Gwi-hyeon  | Song Gwi-hyeon  | -                       | Es el padre de Jeong Bo-seok, quien se niega a reconocer el coeficiente intelectual de su hijo. |
| Park Chan-yeol  | -               | -                       | |
| Kim Jung-ryul   | Kim Jung-ryul   | -                       | |
| Pyo In-bong     | Pyo In-bong     | -                       | Es un coordinador de competición. |
| Jeong Kyu-soo   | Jeong Kyu-soo   | -                       | Es el propietario de una tienda de sundae y tteokbokki que se encuentra enfrente de la escuela de Jeong Hae-ri y Shin Shin-ae. Kyu-soo mantiene captiva a Shin-ae por un día después de que comiera cosas de la tienda sin saber que Hae-ri no las había pagado. |
| Kim Yong-jun    | Kim Yong-jun    | -                       | Es una veterinaria en el hospital de animales. |
| Kang Bit        | Jeong Kyo-bin   | -                       | Es el extravagante breve novio de Jeong Hae-ri. Aunque al inicio está interesado en Hae-ri, finalmente se enamora de Shin Shin-ae, creando un triángulo amoroso.                                                                                                 |
| Jang Moon-seok  | -               | 39                      | Es un hombre de Corea del Norte. |
| Choi Eun-kyung  | -               | 48                      | Es una DJ de radio. |
| Lee So-jung     | Lee So-jung     | 49                      | Es la amiga y colega de Lee Ji-hoon en el hospital. |
| Lee Dae-ro      | -               | 52                      | Es el presidente de la junta de la escuela secundaria. |
| Yoo Soon-chul   | -               | 57                      | Es el abuelo de Jeong Bo-seok. |
| Kim Han-suk     | Sa Eun-pung     | -                       | Es una persona que conoce a Lee Kwang-soo y Yoo In-na. |
| Kim Gyeong-jin  | Kim Gyeong-jin  | -                       | Es una persona sin hogar, que recibe el regalo de Navidad que Hwang Jung-eum tenía para Lee Ji-hoon. |
| Huh Cham        | Lee Cham        | 79                      | Es el hermano menor de Lee Soon-jae. |
| Jo Eun-sook     | -               | 112                     | Es la directora del video musical. |
| Yang Hun        | Yang Hun        | -                       | |
| Yang Taek-jo    | Yang Taek-jo    | 84                      | Es un abuelo con Alzheimer. |
| Jun Hwan-kyu    | Jun Hwan-kyu    | -                       | |
| Im Jae-geun     | Kim Han-jun     | -                       | |
| Cho Won-seok    | Cho Won-seok    | -                       | Es una persona que aparece en el video musical de Yoo In-na. |
| Chan Bin-hwang  | Pierre Deporte  | 117                     | Es un empleado de la panadería. |
| Noh Haeng-ha    | -               | -                       | Estudiante de infección sinusal. |
| Nam Jung-hee    | -               | -                       | Es una abuela de la casa de arroz. |
| Ryu Ui-hyun     | -               | -                       | |

### Apariciones especiales
| Actor                | Personaje                 | Episodio donde apareció | Notas |
| -------------------- | ------------------------- | ----------------------- | --- |
| Kim Hye-seong        | Lee Min-ho                | 1                       | Junto a su amigo No Hyeong-wook se pierden en las montañas de Taebaek, donde son encontrados por la familia Shin. Cuando les toma una foto y la sube a su blog, los usureros que están detrás de Shin Dal-ho encontrarlo, lo que ocasiona que Shin Se-kyung y Shin Shin-ae tengan que huir a Seúl. |
| No Hyeong-wook       | No Hyeong-wook            | 1                       | Es un estudiante universitario de Seúl y el amigo de Lee Min-ho. |
| Son Yeo-eun          | Son Yeo-eun               | -                       | Es la cita a ciegas que Lee Hyun-kyung hace para Lee Ji-hoon, sin embargo cuando es ignorada por Ji-hoon quien prefiere ver un jhuego de béisbol, se va furiosa. |
| Shin Soo-yun         | Jeong Hae-ri (de pequeña) | 12                      | Es la hija de Lee Hyun-kyung y Jeong Bo-seok. |
| Song Min-hyung       | -                         | 13                      | |
| Jeong Jun-ha         | Ma Dun-tak                | 15                      | Es un increíble jugador de béisbol que en la universidad fue rival de Jeong Bo-seok por la atención de Lee Hyun-kyung. |
| Seo Ji-seok          | Seo Ji-seok               | 18                      | Es un amigo de Lee Ji-hoon y la cita a ciegas de Hwang Jung-eum. |
| Park Kyung-lim       | Park Kyung-lim            | 19                      | Es una alumna en la Universidad donde asiste Lee Hyun-kyung. |
| Ryu Seung-soo        | Jang Jun-hyup             | 26                      | Es el Jefe de cirugía del Hospital Chorok. |
| Jung Il-woo          | Jung Il-woo               | 35                      | Es el primer amor de Hwang Jung-eum y el dueño original de su perro Heli. Aunque la deja para viajar por el mundo, finalmente es diagnosticado con una enfermedad terminal y muere. |
| Yoon Gi-won          | "Terminator"              | 37                      | Es un hombre con una enfermedad mental que convence a Jeong Bo-seok de que es un agente que proviene del año 2109, donde el mundo ha sido tomado por robots. |
| Chae Sang-woo        | Chae Sang-woo             | -                       | Es una conocida de Shin Shin-ae, que ama la máquina de dibujar muñecas. |
| Park Ji-yeon         | Lee Yu-ri                 | 44                      | Es una joven estudiante que está enamorada de Jeong Jun-hyeok, sin embargo aunque él la rechaza, Yu-ri lo persigue constantemente lo que desespera a Hwang Jung-eum, quien decide hacerse pasar por la novia de Jun-hyeok.                                                                         |
| Lee Jung-sung        | -                         | -                       | Es el amigo de Jeong Bo-seok. |
| Jeong Ga-eun         | Jeong Ga-eun              | 57                      | Es la novia del amigo de Jeong Bo-seok y el primer amor de Bo-seok. |
| Soy Kim              | Soy                       | 60                      | Es la amiga americana de Julien. |
| Yoon Jong-shin       | Yoon Jong-shin            | 64                      | Es un hombre encargado del purificador de agua que ayuda a Hwang Jung-eum y a Yoo In-na a instalar sus dispositivos electrónicos. |
| Jang Hang-jun        | Jang Hang-jun             | 64                      | Es un hombre encargado del purificador de agua. |
| Hooni Hoon           | Hooni Hoon                | 71                      | Es el DJ del club. |
| Kim Bum              | Kim Bum                   | 72                      | Es un estudiante de ingeniería y el sobrino de Kim Ja-ok. |
| Kim Gyeong-ryong     | Kim Gyeong-ryong          | 78                      | Es el dueño de un restaurante de costillas. |
| Danny Ahn            | Ahn Shin-won              | 81                      | Es uno de los amigos de Lee Ji-hoon. |
| Shin Ji              | Shin Ji                   | 81                      | Es una de las amigas de Lee Ji-hoon. |
| Jang Jung-hee        | Jang Jung-hee             | 84                      | Es la enfermera en jefe del Hospital Chorok. |
| Lee Na-young         | Lee Na-bong               | 85                      | Es el primer amor y desamor de Lee Ji-hoon. |
| Park Yeong-gyu       | Park Yeong-gyu            | 88                      | Es un amigo de Kim Ja-ok. |
| Jung Kyung-ho        | Jung Kyung-ho             | 89                      | Es el jefe de la compañía de Hwang Jung-eum. |
| Tiger JK             | Tiger JK                  | 97                      | Es un amigo de Lee Kwang-soo. |
| Jung Woong-in        | Jung Woong-in             | 103                     | Es un ladrón de bancos. |
| Oh Sang-jin          | Park Ji-sung              | 107                     | |
| Jung Jin-young       | -                         | -                       | |
| Kim Tae-won          | Kim Tae-won               | -                       | |
| Yong Jun-hyung       | Yong Jun-hyung            | 112                     | |
| Jung Suk-won         | Jung Suk-won              | 112                     | Es un médico interno. |
| Park Jong-seol       | -                         | 113                     | Es el tío de Kim Ja-ok. |
| Park Shin-hye        | Jeong Hae-ri (de adulta)  | 119                     | Es la hija de Lee Hyun-kyung y Jeong Bo-seok. |
| Hong Seung-beom      | -                         | -                       | Es un maestro. |
| 4minute Kwon So-hyun | -                         | -                       | |
| Sunwoo Yong-nyeo     | Sunwoo Yong-nyeo          | 124                     | Es el antiguo interés romántico de Lee Soon-jae. |
| Kim Seon-eun         | -                         | -                       | |

## Episodios
La serie está conformada por 126 episodios, los cuales fueron emitidos todos los lunes a viernes 19:45hrs. (KST).

### Raitings
| Episodio   | Fecha de emisión         | Nacional | Seúl   |
| ---------- | ------------------------ | -------- | ------ |
| 1          | 7 de septiembre de 2009  | 13.4%    | 15.1%  |
| 2          | 8 de septiembre de 2009  | 11.1%    | 11.7%  |
| 3          | 9 de septiembre de 2009  | 12.0%    | 13.1%  |
| 4          | 10 de septiembre de 2009 | 13.3%    | 14.0%  |
| 5          | 11 de septiembre de 2009 | 11.7%    | 12.0%  |
| 6          | 14 de septiembre de 2009 | 12.9%    | 13.5%  |
| 7          | 15 de septiembre de 2009 | 12.3%    | 13.3%  |
| 8          | 16 de septiembre de 2009 | 12.0%    | 13.0%  |
| 9          | 17 de septiembre de 2009 | 14.4%    | 14.4%  |
| 10         | 18 de septiembre de 2009 | 11.7%    | 12.4%  |
| 11         | 21 de septiembre de 2009 | 12.8%    | 14.2%  |
| 12         | 22 de septiembre de 2009 | 12.8%    | 14.0%  |
| 13         | 23 de septiembre de 2009 | 11.7%    | 12.7%  |
| 14         | 24 de septiembre de 2009 | 13.7%    | 14.2%  |
| 15         | 25 de septiembre de 2009 | 10.8%    | 11.7%  |
| 16         | 28 de septiembre de 2009 | 14.7%    | 15.7%  |
| 17         | 29 de septiembre de 2009 | 12.9%    | 13.5%  |
| 18         | 1 de octubre de 2009     | 14.4%    | 15.7%  |
| 19         | 2 de octubre de 2009     | (<9.1)   | (<9.5) |
| 20         | 5 de octubre de 2009     | 13.6%    | 14.7%  |
| 21         | 6 de octubre de 2009     | 15.2%    | 16.4%  |
| 22         | 7 de octubre de 2009     | 15.4%    | 16.3%  |
| 23         | 8 de octubre de 2009     | 14.9%    | 16.1%  |
| 24         | 9 de octubre de 2009     | 16.5%    | 17.3%  |
| 25         | 12 de octubre de 2009    | 13.9%    | 15.3%  |
| 26         | 13 de octubre de 2009    | 17.0%    | 18.0%  |
| 27         | 15 de octubre de 2009    | 14.6%    | 15.2%  |
| 28         | 16 de octubre de 2009    | 13.3%    | 14.0%  |
| 29         | 19 de octubre de 2009    | 13.5%    | 14.9%  |
| 30         | 20 de octubre de 2009    | 14.3%    | 15.5%  |
| 31         | 21 de octubre de 2009    | 14.7%    | 15.8%  |
| 32         | 23 de octubre de 2009    | 13.4%    | 13.7%  |
| 33         | 26 de octubre de 2009    | 14.9%    | 16.9%  |
| 34         | 27 de octubre de 2009    | 14.9%    | 17.1%  |
| 35         | 28 de octubre de 2009    | 15.3%    | 16.6%  |
| 36         | 29 de octubre de 2009    | 17.7%    | 18.8%  |
| 37         | 30 de octubre de 2009    | 16.9%    | 17.4%  |
| 38         | 2 de noviembre de 2009   | 16.6%    | 18.3%  |
| 39         | 3 de noviembre de 2009   | 16.2%    | 16.8%  |
| 40         | 4 de noviembre de 2009   | 17.4%    | 19.1%  |
| 41         | 5 de noviembre de 2009   | 19.0%    | 20.2%  |
| 42         | 6 de noviembre de 2009   | 17.9%    | 18.2%  |
| 43         | 9 de noviembre de 2009   | 17.3%    | 18.9%  |
| 44         | 10 de noviembre de 2009  | 18.2%    | 19.5%  |
| 45         | 11 de noviembre de 2009  | 17.9%    | 19.3%  |
| 46         | 12 de noviembre de 2009  | 19.7%    | 19.8%  |
| 47         | 13 de noviembre de 2009  | 17.6%    | 17.8%  |
| 48         | 16 de noviembre de 2009  | 17.6%    | 19.1%  |
| 49         | 17 de noviembre de 2009  | 19.6%    | 20.7%  |
| 50         | 18 de noviembre de 2009  | 20.0%    | 21.7%  |
| 51         | 19 de noviembre de 2009  | 20.7%    | 21.7%  |
| 52         | 20 de noviembre de 2009  | 17.7%    | 17.8%  |
| 53         | 23 de noviembre de 2009  | 19.1%    | 20.2%  |
| 54         | 25 de noviembre de 2009  | 18.2%    | 19.7%  |
| 55         | 26 de noviembre de 2009  | 20.8%    | 22.5%  |
| 56         | 27 de noviembre de 2009  | 18.9%    | 20.0%  |
| 57         | 30 de noviembre de 2009  | 18.0%    | 19.2%  |
| 58         | 1 de diciembre de 2009   | 19.0%    | 20.1%  |
| 59         | 2 de diciembre de 2009   | 18.0%    | 19.9%  |
| 60         | 3 de diciembre de 2009   | 21.6%    | 22.8%  |
| 61         | 4 de diciembre de 2009   | 15.2%    | 15.8%  |
| 62         | 7 de diciembre de 2009   | 21.6%    | 23.8%  |
| 63         | 8 de diciembre de 2009   | 21.0%    | 22.7%  |
| 64         | 9 de diciembre de 2009   | 21.3%    | 23.0%  |
| 65         | 10 de diciembre de 2009  | 22.6%    | 24.7%  |
| 66         | 11 de diciembre de 2009  | 21.9%    | 23.2%  |
| 67         | 14 de diciembre de 2009  | 22.6%    | 24.0%  |
| 68         | 15 de diciembre de 2009  | 22.2%    | 24.1%  |
| 69         | 16 de diciembre de 2009  | 23.2%    | 25.3%  |
| 70         | 17 de diciembre de 2009  | 25.6%    | 27.3%  |
| 71         | 18 de diciembre de 2009  | 21.1%    | 21.8%  |
| 72         | 21 de diciembre de 2009  | 21.4%    | 22.8%  |
| 73         | 22 de diciembre de 2009  | 21.9%    | 22.9%  |
| 74         | 23 de diciembre de 2009  | 23.8%    | 25.2%  |
| 75         | 24 de diciembre de 2009  | 20.7%    | 22.0%  |
| (Especial) | 25 de diciembre de 2009  | 12.7%    | 13.5%  |
| 76         | 28 de diciembre de 2009  | 22.4%    | 23.7%  |
| 77         | 29 de diciembre de 2009  | 24.2%    | 26.5%  |
| 78         | 30 de diciembre de 2009  | 24.1%    | 25.2%  |
| 79         | 31 de diciembre de 2009  | 22.7%    | 23.8%  |
| (Especial) | 1 de enero de 2010       | 18.4%    | 19.6%  |
| 80         | 4 de enero de 2010       | 26.1%    | 28.5%  |
| 81         | 5 de enero de 2010       | 25.8%    | 27.4%  |
| 82         | 6 de enero de 2010       | 26.2%    | 27.8%  |
| 83         | 7 de enero de 2010       | 24.8%    | 25.4%  |
| 84         | 8 de enero de 2010       | 26.5%    | 27.9%  |
| 85         | 11 de enero de 2010      | 26.3%    | 27.5%  |
| 86         | 12 de enero de 2010      | 26.0%    | 27.1%  |
| 87         | 13 de enero de 2010      | 26.4%    | 28.0%  |
| 88         | 14 de enero de 2010      | 27.0%    | 28.9%  |
| 89         | 15 de enero de 2010      | 25.0%    | 25.9%  |
| 90         | 18 de enero de 2010      | 25.3%    | 26.3%  |
| 91         | 19 de enero de 2010      | 26.4%    | 28.4%  |
| 92         | 20 de enero de 2010      | 24.8%    | 26.3%  |
| 93         | 21 de enero de 2010      | 25.6%    | 26.7%  |
| (Especial) | 22 de enero de 2010      | 21.5%    | 22.4%  |
| 94         | 25 de enero de 2010      | 24.3%    | 25.0%  |
| 95         | 26 de enero de 2010      | 25.3%    | 26.2%  |
| 96         | 27 de enero de 2010      | 25.7%    | 26.8%  |
| 97         | 28 de enero de 2010      | 27.6%    | 28.6%  |
| 98         | 29 de enero de 2010      | 23.3%    | 24.2%  |
| (Especial) | 1 de febrero de 2010     | 20.0%    | 21.3%  |
| (Especial) | 2 de febrero de 2010     | 18.0%    | 19.8%  |
| (Especial) | 3 de febrero de 2010     | 19.0%    | 20.7%  |
| (Especial) | 4 de febrero de 2010     | 19.5%    | 20.7%  |
| (Especial) | 5 de febrero de 2010     | 15.8%    | 15.9%  |
| 99         | 8 de febrero de 2010     | 21.7%    | 22.9%  |
| 100        | 9 de febrero de 2010     | 23.6%    | 24.8%  |
| 101        | 11 de febrero de 2010    | 22.3%    | 22.8%  |
| 102        | 12 de febrero de 2010    | 21.3%    | 22.3%  |
| 103        | 16 de febrero de 2010    | 22.8%    | 24.6%  |
| 104        | 17 de febrero de 2010    | 19.9%    | 21.1%  |
| 105        | 18 de febrero de 2010    | 24.1%    | 25.3%  |
| 106        | 19 de febrero de 2010    | 22.2%    | 23.4%  |
| 107        | 22 de febrero de 2010    | 21.3%    | 22.0%  |
| 108        | 23 de febrero de 2010    | 24.5%    | 26.8%  |
| 109        | 24 de febrero de 2010    | 19.4%    | 20.2%  |
| 110        | 25 de febrero de 2010    | 24.0%    | 24.6%  |
| 111        | 26 de febrero de 2010    | 21.1%    | 20.7%  |
| 112        | 1 de marzo de 2010       | 22.3%    | 23.5%  |
| 113        | 2 de marzo de 2010       | 22.8%    | 24.3%  |
| 114        | 3 de marzo de 2010       | 19.1%    | 20.5%  |
| 115        | 4 de marzo de 2010       | 20.7%    | 20.9%  |
| 116        | 5 de marzo de 2010       | 21.4%    | 22.2%  |
| 117        | 8 de marzo de 2010       | 19.9%    | 21.4%  |
| 118        | 9 de marzo de 2010       | 20.3%    | 21.9%  |
| 119        | 10 de marzo de 2010      | 20.1%    | 21.1%  |
| 120        | 11 de marzo de 2010      | 21.0%    | 21.8%  |
| 121        | 12 de marzo de 2010      | 21.0%    | 21.5%  |
| 122        | 15 de marzo de 2010      | 20.4%    | 22.1%  |
| 123        | 16 de marzo de 2010      | 19.6%    | 20.4%  |
| 124        | 17 de marzo de 2010      | 19.9%    | 20.8%  |
| 125        | 18 de marzo de 2010      | 22.1%    | 23.0%  |
| 126        | 19 de marzo de 2010      | 24.4%    | 25.1%  |

## Música
La banda sonora de la serie estuvo conformada por 2 partes y una edición especial.
La música de inicio fue "High Kick Through the Roof" interpretado por Hooni Hoon ft. Seo Ye-na, mientras que la canción de cierre fue "You Are My Girl!" de Kim Cho-han.

### Parte 1
| N.º | Intérprete (es)               | Canción                                        | Notas |
| --- | ----------------------------- | ---------------------------------------------- | ----- |
| 1   | Hooni Hoon feat. Seo Ye-na    | "High Kick Through The Roof" (지붕뚫고 하이킥) | -     |
| 2   | Kim Cho-han                   | "You Are My Girl"                              | -     |
| 3   | Kim Cho-han                   | "Don't Say Goodbye"                            | -     |
| 4   | Soul Breeze feat. Kim Cho-han | "Open Your Mind"                               | -     |

### Parte 2
| N.º | Intérprete    | Canción                                             | Notas |
| --- | ------------- | --------------------------------------------------- | ----- |
| 1   | Seo Ye-na     | "Hold On Your Breath" (숨을 참아요)                 | -     |
| 2   | Yoon Shi-yoon | "The Road To Me" (내게 오는 길)                     | -     |
| 3   | Kim Cho-han   | "Don't Look Back, High Kick" (뒤돌아 보지마 하이킥) | -     |

### Edición especial
| N.º | Intérprete (es)              | Canción                      | Notas                |
| --- | ---------------------------- | ---------------------------- | -------------------- |
| 1   | Kim Jo-han                   | "You're My Girl"             | -                    |
| 2   | -                            | "Little Girl"                | -                    |
| 3   | Hooni Hoon feat. Seo Ye-na   | "High Kick Through The Roof" | -                    |
| 4   | -                            | "Present For You"            | -                    |
| 5   | Yoon Shi-yoon                | "The Road To Me"             | (versión de estudio) |
| 6   | Kim Jo-han                   | "Trying To Find Her"         | -                    |
| 7   | Kim Jo-han                   | "Don't Say Goodbye"          | -                    |
| 8   | -                            | "Beautiful Love"             | -                    |
| 9   | Hooni Hoon                   | "Friday Night"               | -                    |
| 10  | Hooni Hoon                   | "Scream" (소리질러)          | -                    |
| 11  | Hooni Hoon feat. Nacko       | "Say Ho"                     | -                    |
| 12  | Soul Breeze feat. Kim Jo-han | "Open Your Mind"             | -                    |
| 13  | Seo Ye-na                    | "Hold On Your Breath"        | -                    |

## Premios y nominaciones
| Año  | Categoría                             | Premios                                           | Nominadas (os)                | Resultado |
| ---- | ------------------------------------- | ------------------------------------------------- | ----------------------------- | --------- |
| 2012 | Lifetime Achievement Award            | 1st K-Drama Star Award                            | Lee Soon-jae                  | Ganó      |
| 2011 | Fantasia Award                        | 15th Puchon International Fantastic Film Festival | Choi Daniel                   | Ganó      |
| 2011 | Fantasia Award                        | 15th Puchon International Fantastic Film Festival | Shin Se-kyung                 | Ganó      |
| 2010 | Most Popular Actor                    | 46th Baeksang Arts Award                          | Choi Daniel                   | Nominado  |
| 2010 | Best New Actor                        | 46th Baeksang Arts Award                          | Choi Daniel                   | Nominado  |
| 2010 | Best New Actor in TV                  | 46th Baeksang Arts Award                          | Yoon Shi-yoon                 | Nominado  |
| 2010 | Best New Actress in TV                | 46th Baeksang Arts Award                          | Hwang Jung-eum                | Ganó      |
| 2010 | Best New Actress in TV                | 46th Baeksang Arts Award                          | Shin Se-kyung                 | Nominada  |
| 2010 | Most Popular Actress                  | 3rd Korea Drama Award                             | Hwang Jung-eum                | Ganó      |
| 2010 | Special Jury Prize                    | 3rd Korea Drama Award                             | Kim Byung-wook                | Ganó      |
| 2010 | Photogenic Award, TV Actress Category | 11th Korea Visual Arts Festival                   | Hwang Jung-eum                | Ganó      |
| 2009 | Lifetime Achievement Award            | MBC Entertainment Award                           | Lee Soon-jae                  | Ganó      |
| 2009 | Best New Actor in a Sitcom/Comedy     | MBC Entertainment Award                           | Choi Daniel                   | Ganó      |
| 2009 | Best New Actor in Comedy/Sitcom       | MBC Entertainment Award                           | Yoon Shi-yoon                 | Nominado  |
| 2009 | Best New Actress in a Sitcom/Comedy   | MBC Entertainment Award                           | Hwang Jung-eum                | Ganó      |
| 2009 | Best New Actress in a Sitcom/Comedy   | MBC Entertainment Award                           | Shin Se-kyung                 | Ganó      |
| 2009 | Best Young Actor/Actress              | MBC Entertainment Award                           | Jin Ji-hee                    | Ganó      |
| 2009 | Best Young Actor/Actress              | MBC Entertainment Award                           | Seo Shin-ae                   | Ganó      |
| 2009 | Best Couple Award in a Sitcom/Comedy  | MBC Entertainment Award                           | Yoon Shi-yoon y Shin Se-kyung | Ganaron   |

## Producción
La serie también es conocida como High Kick 2 y fue dirigida por Kim Byung-wook, Kim Young-ki y Jo Chan-joo (조찬주).
La serie contó con los guionistas Jo Sung-hee, Lee So-jung (이소정) y Lee Young-chul, mientras que la producción estuvo a cargo de Kim Byeong-ook.
Contó con el apoyo de la compañía de producción "Chorokbaem Media".

### Emisión internacional
| País            | Título | Cadena | Fecha de emisión | Notas |
| --------------- | ------ | ------ | ---------------- | ----- |
| Corea del Norte | -      | 2011   | -                |       |
| Japón           | -      | KNTV   | -                |       |
| Myanmar         | -      | MRTV 4 | 2019             |       |
| Panamá          | -      | RPC-TV | 2019             |       |
| Vietnam         | -      | HTV3   | 2010, 2013       |       |